# Mucije Scevola
Gaj Mucije Scevola (latinski: Gaius Mucius Scaevola) bio je mladi rimski plemić i mitska ličnost poznata po svojoj iznimnoj hrabrosti. Kada je etrurski kralj Lars Porsena napao i opsjeo Rim, Gaj Mucije se iskrao iz grada i ušuljao u etrurski logor gdje je pokušao ubiti Porsenu. Pokušaj nije uspio, jer nije prepoznao Porsenu i zato je ubio njegovog pisara. Mucije je nakon toga zarobljen. Tada je Porseni rekao: "Ja sam Gaj Mucije, građanin Rima. Došao sam kao neprijatelj da ubijem neprijatelja, i spreman sam umrijeti isto kao što sam spreman ubiti. Mi Rimljani smo hrabri i kada nas zadese nevolje, hrabro ih trpimo." Također je rekao kako ima još tristo Rimljana spremnih dati svoj život kako bi ubili Porsenu. 
Porsena je bijesan, naredio da se Mucije živ spali. Mucije je prihvatio kaznu, ali je preduhitrio Porsenu stavivši ruku u vatru te je šutke pustio da mu ruka potpuno izgori. Mucijeva hrabrost je tako dojmila Porsenu da ga je odlučio pustiti. Kada se vratio u Rim prozvan je Scaevola što znači ljevoruki. Porsena je obustavio napad na RIm, a Mucije je slavljen kao narodni heroj. 
Ne zna se kad je i kako je točno umro. Priču o Muciju i njegovom junaštvu napisao je Tit Livije u svojoj knjizi Ab Urbe Condita. 

## Vanjske poveznice
- Livius.org- Gaj Mucije  Arhivirana inačica izvorne stranice od 26. listopada 2008. (Wayback Machine)
- Rimski junaci- Gaj Mucije Scevola  Arhivirana inačica izvorne stranice od 19. travnja 2012. (Wayback Machine)